# Yield
Yield é o quinto álbum de estúdio da banda americana de rock alternativo Pearl Jam, lançado em 3 de fevereiro de 1998. Após uma pequena turnê promocional de seu álbum anterior, No Code (1996), Pearl Jam gravou Yield no Studio Litho e X em Seattle, Washington ao longo do ano de 1997. O álbum foi proclamado como um retorno às raízes da banda e marcou um esforço mais colaborativo da mesma ao invés de confiar quase todas as composições de letras ao vocalista Eddie Vedder, como nos álbuns anteriores. As letras tratam de temas contemplativos, embora vistos de uma forma mais positiva em relação ao trabalho anterior da banda.
Yield recebeu críticas positivas e debutou como número dois na Billboard 200, mas como No Code, o álbum logo começou a descer nas paradas. Yield, todavia, superou seu antecessor. A banda promoveu o disco de forma mais ativa, quando comparado a No Code, incluindo uma grande turnê e o lançamento de um videoclipe para a canção "Do the Evolution". O álbum foi disco de platina pela RIAA nos Estados Unidos. O disco é o último do Pearl Jam com a participação do baterista Jack Irons, que deixou a banda durante a turnê promocional do álbum e foi substituído por Matt Cameron.
O título advém do termo em inglês para a placa de cedência\preferência. Uma dessas placas, fotografada pelo baixista Jeff Ament no caminho de sua casa em Montana, adorna a capa do disco.

## Faixas
1. "Brain of J." (McCready, Vedder) – 2:59
2. "Faithfull" (McCready, Vedder) – 4:18
3. "No Way" (Gossard) – 4:19
4. "Given to Fly" (McCready, Vedder) – 4:01
5. "Wishlist" (Vedder) – 3:26
6. "Pilate" (Ament) – 3:00
7. "Do the Evolution" (Gossard, Vedder) – 3:54
8. "?" (Irons) – 1:06
9. "MFC" (Vedder) – 2:27
10. "Low Light" (Ament) – 3:46
11. "In Hiding" (Gossard, Vedder) – 5:00
12. "Push Me, Pull Me" (Ament, Vedder) – 2:28
13. "All Those Yesterdays" (Gossard) – 7:47
14. *Contém a faixa escondida "Hummus"

## Paradas musicais
| País/Parada (1998)                    | Melhor posição |
| ------------------------------------- | -------------- |
| Austrália (ARIA)                      | 1              |
| Áustria (Ö3 Austria Top 40)           | 4              |
| Bélgica (Ultratop Flandres)           | 3              |
| Bélgica (Ultratop Valônia)            | 34             |
| Danish Albums Chart                   | 9              |
| Países Baixos (Dutch Charts)          | 4              |
| Finlândia (Suomen virallinen lista)   | 4              |
| França (SNEP)                         | 6              |
| Alemanha (Offizielle Deutsche Charts) | 4              |
| Hungria (MAHASZ)                      | 8              |
| Irlanda (IRMA)                        | 4              |
| Itália (FIMI)                         | 2              |
| Japanese Albums Chart                 | 24             |
| Mexican Albums Chart                  | 1              |
| Nova Zelândia (RMNZ)                  | 1              |
| Noruega (VG-lista)                    | 1              |
| Portugal (AFP)                        | 2              |
| Escócia (Official Scottish Albums)    | 7              |
| Espanha (PROMUSICAE)                  | 4              |
| Suécia (Sverigetopplistan)            | 3              |
| Suíça (Schweizer Hitparade)           | 6              |
| Reino Unido (Official Albums Chart)   | 7              |
| Estados Unidos (Billboard 200)        | 2              |

## Músicos
- Eddie Vedder - Vocal
- Jack Irons - Bateria
- Jeff Ament - Baixo
- Mike McCready - Guitarra
- Stone Gossard - Guitarra